# Óscar Jaenada
Óscar Jaenada Gajo (Esplugas de Llobregat, Barcelona, 4 de mayo de 1975) es un actor español.

## Biografía
Subió a los escenarios con 13 años para representar una obra de Shakespeare, y el recuerdo de las tardes en las que su abuela le llevaba al Cine Rívoli hizo florecer su vena artística, tal como comentó en la revista Fotogramas.
Prescindió de formación alguna, ya que la preparación de las escuelas le hacía sentir incómodo. Su preparación como actor se forjó sobre las tablas. Con el grupo de teatro l'Endoll de Esplugas de Llobregat representó Traficantes de placer, escrita por sí mismo, en el centro cultural L'Avenç. Su intención era protestar contra el mundo y expresar su desacuerdo con el estado de cosas. Con la misma intención crítica interviene en Escuadra hacia la muerte (1997), obra de Alfonso Sastre de contenido antibelicista. A estas obras se la sumaría Mucho ruido y pocas nueces (1996), Esperando a Godot (1994), Cartas a Hércules Poirot (1995), Aprobado en inocencia y Perversidad sexual en Chicago (1998).
Para ganarse la vida decidió trasladarse a Madrid y consiguió empleo como camarero en el Hard Rock Café, donde conoció al director de casting Luis San Narciso, quien se fijó en él y sugirió su nombre para intervenciones episódicas en 7 vidas y Compañeros. La directora de casting Carmen Utrilla contó con él para intervenciones esporádicas en El comisario y Hospital Central. En el cine logró papeles en películas como Lisístrata (2002) y Descongélate! (2003), donde interpretó a un director de cine que fallecía repentinamente para desdicha de sus protagonistas.
Muy poco después Achero Mañas le ofreció el papel protagonista de Noviembre (2003), en cuyo reparto figuró una mezcla entre actores jóvenes y veteranos como Íngrid Rubio, Juan Díaz, Javier Ríos, Juan Diego, Nuria Gàgo y Amparo Baró. En esta película el intérprete encarnó a un actor (Alfredo) de gran vitalidad que se ganaba la vida actuando en el teatro de la calle, en El Retiro, impactando en la vida de sus amigos, quienes, ya mayores, rememoran su mítica figura. Con esta película el actor asoció su imagen con la del artista indomable, asilvestrado, en perenne conflicto con la sociedad que le rodea, con un toque de salvajismo, y cuyo estilo de vida subversivo no estaba permitido en un mundo deseoso de liquidarle literalmente.
Óscar Jaenada fue candidato al Premio Goya como mejor actor revelación por este personaje. Compartió terna con Fernando Tejero, Víctor Clavijo y Juan Sanz, aunque no pudo ir a la ceremonia de entrega porque estaba rodando en Argentina la comedia El juego de la verdad (Álvaro Fernández Armero, 2004). En ella su mejor amigo encarnado por Tristán Ulloa, un joven mortalmente enfermo, le revela su deseo de hacer el amor con su novia. Natalia Verbeke y María Esteve completaron el reparto.
A su regreso a España le ofrecieron muchas comedias. Entre ellas, XXL (2004), en cuyo estrenó llegó a declarar que sólo la había hecho por dinero. Así mismo consiguió un papel fijo en la serie Javier ya no vive solo, junto a los actores Emilio Aragón, Fernando Guillén Cuervo, Cristina Marcos, Alejo Sauras, Emilio Gutiérrez Caba y María Adánez. En ella encarnó a Marcos, un joven profesor del centro que tras su carácter rebelde esconde agudos traumas infantiles y deseo pleno de dedicar su vida a los niños.
Cuando estaba a punto de encasillarse en la comedia, Jaime Chávarri le envió un guion sobre la vida de Camarón de la Isla. El actor, desconocedor hasta ese momento del personaje, tuvo dudas sobre aceptar ya que no sabía cantar. Finalmente su hermano Víctor Jaenada (artista visual) le insistió para que se decidiera por dicho papel. Óscar Jaenada se vio obligado a dejarse el pelo largo y aprender a fumar, a palmear, a mirar y respirar como el cantautor. Director y actor pretendían ofrecer la imagen de un artista incapaz de superar la muerte del padre, que lucha por encajar en una sociedad que le juzga por su procedencia gitana; reservado, adicto a la heroína y la cocaína, y finalmente demolido por un agresivo cáncer de pulmón.
Camarón (2005), en la que compartió escena con Verónica Sánchez (que dio vida a "La Chispa"), Jacobo Dicenta (como Luquitas), Raúl Rocamora (que encarnó a Paco de Lucía) y Andoni García (como el Niño de la Vega), entre otros; se estrenó en el velódromo de Anoeta en el Festival de Cine de San Sebastián, donde la crítica ya señalaba los rumores a un posible Premio Goya. Verónica Sánchez acudió con él al festival, en el que los gacetilleros apostaron por su "consagración definitiva", precisamente con un papel que, como el de Noviembre, encajaba con ese eco legendario. Sin proponérselo, Jaenada había entrado a formar parte de cierta "cultura oficial".
Sus declaraciones hacían alusión a que antes del estreno del filme, ya llevaba rodada tres películas más: el thriller Somme, Skizo, de Jesús Ponce (2004), y Días azules (2005), en la que dos actores de amplia formación, Javier Ríos y Javier Pereira, interpretaron a sus hermanos.
El 15 de diciembre de 2005 Óscar fue candidato al Premio Goya a la mejor interpretación masculina protagonista junto a Manuel Alexandre, Eduard Fernández y Juan José Ballesta. Al enterarse de su candidatura, Óscar se alegró de que compartiese terna con otros tres intérpretes que respetaba. Nueve días después era propuesto para el Fotogramas de Plata y el Premio del Círculo de Escritores Cinematográficos. El atribuyó estas recompensas al hecho de que contaba con dos personajes muy agradecidos, aunque señaló que «hay muchas mejores labores y menos reconocidas que la mía». El año se presentaba de esta manera con reconocimientos oficiales mientras que en su agenda profesional se barajaba la posibilidad de intervenir en proyectos como Todos amábamos a Gloria Code junto a Rubén Ochandiano y Lluís Homar, y que finalmente rechazó.
A principios de 2006 sus candidaturas obtenidas el año anterior se concretaron en sus respectivos galardones. Una semana después de que el Círculo de Escritores Cinematográficos le reconociese como el mejor actor del año, Óscar agradeció su Premio Goya a Jaime Chávarri, Achero Mañas, Luis San Narciso y a su familia, que hacía tan solo unos minutos había sufrido un apagón de luz en su casa. Finalmente el 20 de febrero recibía de manos de Angie Cepeda el Fotogramas de Plata. Jaenada agradeció el premio al responsable de que se mantuviese la cuota de pantalla del cine español. Ese mismo año estrena Skizo, dirigida por Jesús Ponce.
Un mes después ejerció de maestro de ceremonias con Candela Peña en la gala inaugural del Festival de Málaga. Una semana después obtenía una candidatura a la Unión de Actores por su trabajo con Chávarri. A la espera de la entrega de premios, Jaenada rodó en mayo La vida abismal, dirigida por Ventura Pons.
En 2011, intervino en la película Pirates of the Caribbean: On Stranger Tides, donde hacía de oficial español, junto a otros actores como Penélope Cruz y Johnny Depp, en el papel de Jack Sparrow. Este rol y su imagen fueron aprovechados por Óscar para la serie de Telecinco Piratas, junto a Pilar Rubio, que se estrenó este mismo año.

## Vida privada
Tiene un hijo con la también actriz Bárbara Goenaga, nacido a mediados de febrero de 2011, con la que estuvo en una relación desde el año 2000 hasta finales de 2012.
En abril de 2017 fue condenado a seis meses de prisión por falsificar el título de patrón de embarcaciones de recreo (PER). Jaenada reconoció los hechos y finalmente llegó a un acuerdo con la acusación para cambiar la pena por una multa de 3.600 euros.

## Filmografía

### Cine
| Año  | Título                                       | Papel                           | Director                    |
| ---- | -------------------------------------------- | ------------------------------- | --------------------------- |
| 2003 | Lisístrata                                   |                                 | Francesc Bellmunt           |
| 2003 | Descongélate!                                | Aitor                           | Félix Sabroso y Dunia Ayaso |
| 2003 | Noviembre                                    | Alfredo                         | Achero Mañas                |
| 2004 | El juego de la verdad                        |                                 | Álvaro Fernández Armero     |
| 2004 | XXL                                          | Fali                            | Julio Sánchez Valdés        |
| 2005 | Camarón                                      | Camarón de la Isla              | Jaime Chávarri              |
| 2005 | Carne de neón                                | Ricky                           | Paco Cabezas                |
| 2005 | Somme                                        | Gabriel                         | Isidro Ortiz                |
| 2006 | Días azules                                  | Boris                           | Miguel Santesmases          |
| 2006 | La vida abismal                              | El Chino                        | Ventura Pons                |
| 2006 | Skizo                                        | Iván                            | Jesús Ponce                 |
| 2007 | Todos estamos invitados                      | Josu Jon                        | Manuel Gutiérrez Aragón     |
| 2008 | Sukalde Kontuak                              |                                 |                             |
| 2008 | Che: Guerrilla                               | David Adriazola Veizaga (Darío) | Steven Soderbergh           |
| 2009 | Trash                                        | David                           | Carles Torras               |
|      | The Limits of Control                        | Camarero                        | Jim Jarmusch                |
| 2010 | La herencia Valdemar                         | Nicolás Trémel                  | José Luis Alemán            |
| 2010 | Los perdedores                               | Cougar                          | Sylvain White               |
| 2010 | La herencia Valdemar II: La sombra prohibida | Nicolás Trémel                  | José Luis Alemán            |
| 2011 | Pirates of the Caribbean: On Stranger Tides  | "El español"                    | Rob Marshall                |
| 2012 | ¡Buscando a Eimish!                          | Lucas                           | Ana Rodríguez Rosell        |
| 2012 | ¡Atraco!                                     | Ramos                           | Eduard Cortés               |
| 2012 | The Cold Light of Day                        | Máximo                          | Mabrouk El Mechri           |
| 2014 | Cantinflas                                   | Mario Moreno "Cantinflas"       | Sebastián del Amo           |
| 2016 | Infierno azul                                | Carlos                          | Jaume Collet-Serra          |
| 2016 | Manos de piedra                              | Chaflán                         | Jonathan Jakubowicz         |
| 2017 | Oro                                          | Gorriamendi                     | Agustín Díaz Yanes          |
| 2017 | Loving Pablo                                 | Santoro                         | Fernando León de Aranoa     |
| 2017 | Snatched                                     | Morgado                         | Jonathan Levine             |
| 2018 | El hombre que mató a Don Quijote             | Blair                           | Terry Gilliam               |
| 2019 | Rambo V: Last Blood                          | Víctor Martínez                 | Adrian Grunberg             |
| 2020 | Chaos Walking                                | Wilf                            | Doug Liman                  |
| 2020 | MJ Adventure                                 | K-gong                          | Salomón Gil                 |
| 2020 | Operación Bolívar                            |                                 |                             |
| 2021 | Xtremo                                       | Lucero                          | Daniel Benmayor             |
| 2022 | La octava cláusula                           | Borja                           | Koko Stambuk                |
| 2024 | El hoyo 2                                    | Dagin Babi                      | Galder Gaztelu-Urrutia      |

### Teatro
- Aprobado en inocencia (1991)
- Aquí hi ha mullader (1991)
- Bajarse al moro (1992)
- Traficantes de placer realizado junto con Angel Torner (1992)
- Esperando a Godot (1994)
- Las cartas de Hércules Poirot (1995)
- Mucho ruido y pocas nueces (1996)
- Danni y Roberta (1997)
- Escuadra hacia la muerte (1997)
- Perversidad sexual en Chicago (1998)

### Televisión
| Año       | Serie                        | Canal              | Personaje         | Notas             |
| --------- | ---------------------------- | ------------------ | ----------------- | ----------------- |
| 1999      | A las once en casa           | La 1               |                   | 1 episodio        |
| 2000      | Al salir de clase            | Telecinco          |                   | 4 episodios       |
| 2000      | Hospital Central             | Telecinco          | Mario             | 1 episodio        |
| 2000-2001 | El comisario                 | Telecinco          | Santos            | 2 episodios       |
| 2001      | Compañeros                   | Antena 3           | Fer               | 2 episodios       |
| 2001      | Ciudad sur                   | Antena 3           | Trives            | 3 episodios       |
| 2002      | Javier ya no vive solo       | Telecinco          | Marcos            | 13 episodios      |
| 2003      | 7 vidas                      | Telecinco          | Jorge             | 1 episodio        |
| 2010      | Qué vida más triste          | laSexta            |                   | 1 episodio        |
| 2011      | Piratas                      | Telecinco          | Álvaro Mondego    | 8 episodios       |
| 2018-2021 | Luis Miguel                  | Telemundo          | Luisito Rey       | 14 episodios      |
| 2019      | Hernán                       | Azteca 7           | Hernán Cortés     | 8 episodios       |
| 2023      | Operación Marea Negra        | Amazon Prime Video | Muro              | Segunda temporada |
| 2023      | Horario estelar              | Star+              | Ramiro del Solar  | 10 episdodios     |
| 2023      | Viaje al centro de la Tierra | Disney+            | Pompilio Calderón | 8 episodios       |
| 2024      | Midnight Family              | Apple TV+          | Luke              | 10 episodios      |
| 2025      | Punto Nemo                   | Prime Video        | Máximo            | 6 episodios       |

### Escritor
- Traficantes de placer, obra de teatro.

## Videoclips musicales
- No fue bueno, pero fue lo mejor, Bunbury&Vegas
- Mentiroso mentiroso, Iván Ferreiro
- El Bola, Haze
- Somos anormales, René Pérez

## Premios y candidaturas
Premios Platino
| Año  | Categoría   | Trabajo nominado | Resultado |
| ---- | ----------- | ---------------- | --------- |
| 2015 | Mejor actor | Cantinflas       | Ganador   |

Premio Ariel
| Año  | Categoría   | Trabajo nominado | Resultado |
| ---- | ----------- | ---------------- | --------- |
| 2015 | Mejor actor | Cantinflas       | Nominada  |

Premios Goya
| Año  | Categoría                                   | Trabajo nominado | Resultado |
| ---- | ------------------------------------------- | ---------------- | --------- |
| 2003 | Actor revelación                            | Noviembre        | Candidato |
| 2005 | Mejor interpretación masculina protagonista | Camarón          | Ganador   |

Medallas del Círculo de Escritores Cinematográficos
| Año  | Categoría         | Trabajo nominado | Resultado |
| ---- | ----------------- | ---------------- | --------- |
| 2003 | Premio revelación | Noviembre        | Candidato |
| 2005 | Mejor actor       | Camarón          | Ganador   |

Fotogramas de Plata
| Año  | Categoría           | Trabajo nominado | Resultado |
| ---- | ------------------- | ---------------- | --------- |
| 2005 | Mejor actor de cine | Camarón          | Ganador   |

Unión de Actores
- Candidato al Premio de mejor actor protagonista de cine (2003 - 2005).
- Candidato al Premio al mejor actor revelación (2003).

Otros premios
- Pino de Oro 2005 en el Festival de Pinamar.
- Mejor actor en el Festival Cinespaña de Toulouse (2004) por Noviembre, de Achero Mañas.
- Biznaga de plata en el Festival de cine de Málaga por Todos estamos invitados (2009).
- Premio Gaudí de cine (2010) por su interpretación en Los perdedores.